# Grande Prêmio da Malásia de 2006
Resultados do Grande Prêmio da Malásia de Fórmula 1 realizado em Sepang em 19 de março de 2006. Segunda etapa da temporada, foi vencido pelo italiano Giancarlo Fisichella, que subiu ao pódio junto a Fernando Alonso numa dobradinha da Renault, com Jenson Button em terceiro pela Honda.

## Resumo
- Última dobradinha da história da Renault na Fórmula 1.
- Segunda e última vitória de Giancarlo Fisichella pela Renault e também a última do italiano na Fórmula 1, Também foi a última vitória de um piloto italiano até os dias atuais.
- Primeiro pódio da Honda na temporada além de ser o primeiro de Jenson Button pela equipe.

## Classificação da prova

### Treinos classificatórios
| Pos.   | Nº | Piloto               | Equipe              | Q1       | Q2         | Q3        | Grid |
| ------ | -- | -------------------- | ------------------- | -------- | ---------- | --------- | ---- |
| 1      | 2  | Giancarlo Fisichella | Renault             | 1:35.488 | 1:33.623   | 1:33.840  | 1    |
| 2      | 12 | Jenson Button        | Honda               | 1:35.023 | 1:33.527   | 1:33.986  | 2    |
| 3      | 10 | Nico Rosberg         | Williams-Cosworth   | 1:35.105 | 1:34.563   | 1:34.626  | 3    |
| 4      | 5  | Michael Schumacher   | Ferrari             | 1:35.810 | 1:34.574   | 1:34.668  | 141  |
| 5      | 9  | Mark Webber          | Williams-Cosworth   | 1:35.252 | 1:34.279   | 1:34.672  | 4    |
| 6      | 4  | Juan Pablo Montoya   | McLaren-Mercedes    | 1:34.536 | 1:34.568   | 1:34.916  | 5    |
| 7      | 3  | Kimi Räikkönen       | McLaren-Mercedes    | 1:34.667 | 1:34.351   | 1:34.983  | 6    |
| 8      | 1  | Fernando Alonso      | Renault             | 1:35.514 | 1:33.997   | 1:35.747  | 7    |
| 9      | 15 | Christian Klien      | Red Bull-Ferrari    | 1:35.171 | 1:34.537   | 1:38.715  | 8    |
| 10     | 7  | Ralf Schumacher      | Toyota              | 1:35.214 | 1:34.586   | sem tempo | 222  |
| 11     | 14 | David Coulthard      | Red Bull-Ferrari    | 1:34.839 | 1:34.614   |           | 193  |
| 12     | 11 | Rubens Barrichello   | Honda               | 1:35.526 | 1:34.683   |           | 203  |
| 13     | 8  | Jarno Trulli         | Toyota              | 1:35.517 | 1:34.702   |           | 9    |
| 14     | 17 | Jacques Villeneuve   | BMW Sauber          | 1:35.391 | 1:34.752   |           | 10   |
| 15     | 16 | Nick Heidfeld        | BMW Sauber          | 1:35.588 | 1:34.783   |           | 11   |
| 16     | 6  | Felipe Massa         | Ferrari             | 1:35.091 | sem tempo4 |           | 214  |
| 17     | 21 | Scott Speed          | Toro Rosso-Cosworth | 1:36.297 |            |           | 12   |
| 18     | 20 | Vitantonio Liuzzi    | Toro Rosso-Cosworth | 1:36.581 |            |           | 13   |
| 19     | 19 | Christijan Albers    | Midland-Toyota      | 1:37.426 |            |           | 15   |
| 20     | 18 | Tiago Monteiro       | Midland-Toyota      | 1:37.819 |            |           | 16   |
| 21     | 22 | Takuma Sato          | Super Aguri-Honda   | 1:39.011 |            |           | 17   |
| 22     | 23 | Yuji Ide             | Super Aguri-Honda   | 1:40.720 |            |           | 18   |
| Fonte: |    |                      |                     |          |            |           |      |

### Corrida
| Pos.   | Nº | Piloto               | Construtor          | Voltas | Tempo/Diferença | Grid | Pontos |
| ------ | -- | -------------------- | ------------------- | ------ | --------------- | ---- | ------ |
| 1      | 2  | Giancarlo Fisichella | Renault             | 56     | 1:30:40.529     | 1    | 10     |
| 2      | 1  | Fernando Alonso      | Renault             | 56     | + 4.585         | 7    | 8      |
| 3      | 12 | Jenson Button        | Honda               | 56     | + 9.631         | 2    | 6      |
| 4      | 4  | Juan Pablo Montoya   | McLaren-Mercedes    | 56     | + 39.351        | 5    | 5      |
| 5      | 6  | Felipe Massa         | Ferrari             | 56     | + 43.254        | 21   | 4      |
| 6      | 5  | Michael Schumacher   | Ferrari             | 56     | + 43.854        | 14   | 3      |
| 7      | 17 | Jacques Villeneuve   | BMW Sauber          | 56     | + 1:20.461      | 10   | 2      |
| 8      | 7  | Ralf Schumacher      | Toyota              | 56     | + 1:21.288      | 22   | 1      |
| 9      | 8  | Jarno Trulli         | Toyota              | 55     | + 1 volta       | 9    |        |
| 10     | 11 | Rubens Barrichello   | Honda               | 55     | + 1 volta       | 20   |        |
| 11     | 20 | Vitantonio Liuzzi    | Toro Rosso-Cosworth | 54     | + 2 voltas      | 13   |        |
| 12     | 19 | Christijan Albers    | Midland-Toyota      | 54     | + 2 voltas      | 15   |        |
| 13     | 18 | Tiago Monteiro       | Midland-Toyota      | 54     | + 2 voltas      | 16   |        |
| 14     | 22 | Takuma Sato          | Super Aguri-Honda   | 53     | + 3 voltas      | 17   |        |
| Ret    | 16 | Nick Heidfeld        | BMW Sauber          | 48     | Motor           | 11   |        |
| Ret    | 21 | Scott Speed          | Toro Rosso-Cosworth | 41     | Câmbio          | 12   |        |
| Ret    | 23 | Yuji Ide             | Super Aguri-Honda   | 33     | Motor           | 18   |        |
| Ret    | 15 | Christian Klien      | Red Bull-Ferrari    | 26     | Pane hidráulica | 8    |        |
| Ret    | 9  | Mark Webber          | Williams-Cosworth   | 15     | Pane hidráulica | 4    |        |
| Ret    | 14 | David Coulthard      | Red Bull-Ferrari    | 10     | Pane hidráulica | 19   |        |
| Ret    | 10 | Nico Rosberg         | Williams-Cosworth   | 6      | Motor           | 3    |        |
| Ret    | 3  | Kimi Räikkönen       | McLaren-Mercedes    | 0      | Colisão         | 6    |        |
| Fonte: |    |                      |                     |        |                 |      |        |

Notas
- ↑1  — Michael Schumacher foi punido com perda de 10 posições no grid após trocar o motor de seu carro na sessão de treinos livres de sábado.[4]
- ↑2  — Ralf Schumacher foi punido com perda de 10 posições no grid após trocar o motor de seu carro, que havia explodido durante o Q2. Como consequência, ele foi incapaz de competir na parte final da classificação - Q3.[4]
- ↑3  — David Coulthard e Rubens Barrichello foram punidos com perda de 10 posições no grid por realizarem alterações nos seus motores.[4]
- ↑4  — Felipe Massa foi punido com perda de 10 posições no grid por realizar mudanças em seu motor no final da primeira sessão de treino. Para conservar o motor, ele não participou da sessão intermediária do treino - Q2.[4]

## Tabela do campeonato após a corrida
| Pos.   | Piloto               | Pontos |
| ------ | -------------------- | ------ |
| 1      | Fernando Alonso      | 18     |
| 2      | Michael Schumacher   | 11     |
| 3      | Jenson Button        | 11     |
| 4      | Giancarlo Fisichella | 10     |
| 5      | Juan Pablo Montoya   | 9      |
| Fonte: |                      |        |

| Pos.   | Construtor        | Pontos |
| ------ | ----------------- | ------ |
| 1      | Renault           | 28     |
| 2      | Ferrari           | 15     |
| 3      | McLaren–Mercedes  | 15     |
| 4      | Honda             | 11     |
| 5      | Williams–Cosworth | 5      |
| Fonte: |                   |        |

- Nota: Somente as primeiras cinco posições estão listadas.